# Спортс Иллюстрейтед Стэдиум
«Спортс Иллюстрейтед Стэдиум» (англ. Sports Illustrated Stadium) — футбольный стадион, расположенный в городе Гаррисон штата Нью-Джерси (в окрестностях Нью-Йорка), США. Домашний стадион футбольного клуба «Нью-Йорк Ред Буллз», выступающего в MLS, высшей футбольной лиге США и Канады. Стадион рассчитан на 25 тысяч мест и покрыт полупрозрачным навесом, защищающим болельщиков от непогоды.

## Стадион
Стадион был построен на пустыре, где ранее стояли промышленные склады. Это территория южной оконечности города Гаррисон, пригорода Ньюарка, на берегу реки Пассейик. Стадион расположен неподалёку от станции «Гаррисон» скоростной железной дороги PATH, в двенадцати километрах на запад от Манхэттена.
Проект постройки стадиона многократно задерживался. Первоначально было объявлено, что «Метростарз» (бывшее название команды «Ред Буллз»), переедет со стадиона «Джайентс Стэдиум» (принадлежавшему команде «Нью-Йорк Джайентс» по американскому футболу) на новый стадион к началу сезона 2006 года. Переговоры между MLS и администрацией штата Нью-Джерси затягивались и соглашение было заключено лишь 5 августа 2005 года для сдачи стадиона к 2007 году. Позднее, проблемы с экологической очисткой выбранного участка земли от промышленных отходов привели к новой задержке. В добавление, проект был задержан из-за покупки команды компанией «Ред Булл», которая внесла изменения в согласованный проект. Впоследствии, сроки сдачи были сдвинуты на 2009 и затем на 2010 год по различным причинам, включая строительные проблемы и чрезвычайно холодную зиму.
Стадион вмещает 25 тысяч зрителей, первые ряды находятся в шести метрах (21 футе) от игрового поля. Алюминиевый навес с полупрозрачным поликарбонатным покрытием закрывает от непогоды все сидячие места, оставляя открытым лишь игровую площадку. На стадионе расположены 30 двенадцатиместных скайбоксов. Сто посадочных мест для представителей медиа расположены позади скамейки игроков. На территории уставлено свыше трёхсот плоских мониторов для удобства болельщиков. Два крупных видеоэкрана расположены в каждом конце поля. Периметр второго уровня стадиона опоясывает электронное табло.
По внешнему виду и дизайну «Ред Булл Арена» носит сходство с «Хипо-Ареной» в Клагенфурте, Австрия.
11 декабря 2024 года «Нью-Йорк Ред Буллз» заключил 13-летнее спонсорское соглашение с компанией Sports Illustrated Tickets, в рамках которого стадион был переименован в «Спортс Иллюстрейтед Стэдиум».

## Важные спортивные события
| Дата            | Сборные                                    | Соревнование                               |
| --------------- | ------------------------------------------ | ------------------------------------------ |
| 22 мая 2010     | Турция 2:1 Чехия                           | Товарищеский матч                          |
| 8 октября 2010  | Эквадор 0:1 Колумбия                       | Товарищеский матч                          |
| 13 июня 2011    | Гватемала 4:0 Гренада                      | Золотой кубок КОНКАКАФ 2011, матч группы B |
| 13 июня 2011    | Ямайка 1:0 Гондурас                        | Золотой кубок КОНКАКАФ 2011, матч группы B |
| 27 июля 2011    | «Звёзды MLS» 0:4 «Манчестер Юнайтед»       | Матч всех звёзд MLS 2011                   |
| 3 сентября 2011 | Колумбия 2:0 Гондурас                      | Товарищеский матч                          |
| 11 октября 2011 | США 0:1 Эквадор                            | Товарищеский матч                          |
| 8 июля 2013     | Сальвадор 2:2 Тринидад и Тобаго            | Золотой кубок КОНКАКАФ 2013, матч группы B |
| 8 июля 2013     | Гаити 0:2 Гондурас                         | Золотой кубок КОНКАКАФ 2013, матч группы B |
| 26 мая 2014     | Сербия 2:1 Ямайка                          | Товарищеский матч                          |
| 1 июня 2014     | США 2:1 Турция                             | Товарищеский матч                          |
| 6 июня 2014     | Греция 2:1 Боливия                         | Товарищеский матч                          |
| 26 августа 2014 | «Нью-Йорк Ред Буллз» 2:0 «ФАС»             | Лига чемпионов КОНКАКАФ 2014/2015          |
| 10 октября 2014 | Колумбия 3:0 Сальвадор                     | Товарищеский матч                          |
| 14 октября 2014 | Эквадор 5:1 Сальвадор                      | Товарищеский матч                          |
| 14 октября 2014 | Канада 0:1 Колумбия                        | Товарищеский матч                          |
| 22 октября 2014 | «Нью-Йорк Ред Буллз» 1:1 «Монреаль Импакт» | Лига чемпионов КОНКАКАФ 2014/2015          |
| 21 июля 2015    | «Пари Сен-Жермен» 4:2 «Фиорентина»         | Международный кубок чемпионов 2015         |
| 22 июля 2015    | «Нью-Йорк Ред Буллз» 4:2 «Челси»           | Международный кубок чемпионов 2015         |
| 26 июля 2015    | «Нью-Йорк Ред Буллз» 2:1 «Бенфика»         | Международный кубок чемпионов 2015         |
| 5 сентября 2015 | Бразилия 1:0 Коста-Рика                    | Товарищеский матч                          |
| 8 сентября 2015 | Колумбия 1:1 Перу                          | Товарищеский матч                          |